# (3620) Platonov
(3620) Platonov es un asteroide perteneciente al cinturón de asteroides, descubierto el 7 de septiembre de 1981 por Liudmila Karachkina desde el Observatorio Astrofísico de Crimea (República de Crimea).

## Designación y nombre
Designado provisionalmente como 1981 RU2. Fue nombrado Platonov en honor al escritor soviético Andréi Platónov.